# August von Dewitz (général)
Ne doit pas être confondu avec August von Dewitz (religieux).
August Karl Adolph Ferdinand von Dewitz (né le 8 décembre 1807 à Groß Schönebeck et mort le 8 octobre 1865 à Cologne) est un général de division prussien.

## Biographie

### Origine
August von Dewitz (n° 207 du recensement généalogique (de)) est issu de la branche de Wussow (arrondissement de Naugard (de)) de la famille noble de Poméranie von Dewitz. Il est le second fils du major prussien et administrateur d'arrondissement de Naugard Karl Günther Theodor von Dewitz (1759-1819) et son épouse Louise Philippine Charlotte, née von Krebs (1770-1834) de la branche de Veltheim.

### Carrière militaire
Dewitz fait ses études dans les maisons de cadets de Culm et de Berlin. Le 8 avril 1825, il est engagé en tant qu'enseigne portepee dans le 14e régiment d'infanterie de l'armée prussienne, où il est promu au rang de sous-lieutenant le 20 août 1825. À partir du 1er octobre 1828, il est affecté à l'École générale de guerre. En raison des troubles en Pologne, ce commandement doit être interrompu, si bien que Dewitz n'obtient son diplôme qu'à la mi-juillet 1832. Il est ensuite enseignant pendant plusieurs années à l'école divisionnaire de la 4e division d'infanterie à Stargard-en-Poméranie. En février 1844, il est promu premier lieutenant. Lors de l'insurrection de Grande-Pologne, Dewitz fait office de commandant de compagnie du 3e bataillon du 4e régiment de Landwehr du 24 avril au 7 novembre 1848. En février 1849, il est promu capitaine et commandant de compagnie au 14e régiment d'infanterie. En 1850, son régiment est envoyé dans l'électorat de Hesse avec d'autres troupes prussiennes et bavaroises dans le cadre du conflit constitutionnel de l'électorat de Hesse (de).
En janvier 1855, il est promu major et devint commandant du 1er bataillon du 2e régiment de Landwehr à Stettin. Il est ensuite nommé commandant du bataillon de fusiliers du 21e régiment d'infanterie (de) le 7 novembre 1857, lors de sa mutation à Gnesen. Avec sa promotion au grade de lieutenant-colonel le 1er juillet 1860, Dewitz devient commandant du 17e régiment d'infanterie. À l'occasion du sacre de Guillaume Ier le 18 octobre 1861, à Königsberg, il est promu colonel. Pour ses performances dans le commandement des troupes, le chef du régiment, le grand-duc Louis III, lui décerne le 8 décembre 1861 la croix de commandeur de IIe classe de l'ordre de Philippe le Magnanime et le 30 juillet 1863 la croix de commandeur de 2e classe de l'ordre de Louis de Hesse. Son roi rend hommage à Dewitz à l'occasion de la fête de l'Ordre en 1863 en lui remettant l'ordre de l'Aigle rouge de 3e classe avec ruban. Sous position à la suite du régiment, il est nommé commandant de la 29e brigade d'infanterie à Cologne le 13 juin 1865 et promu major général cinq jours plus tard lors de la célébration du cinquantenaire de la bataille de Waterloo. C'est en cette qualité qu'il décède d'une pneumonie le 8 octobre 1865, après une courte période de maladie.
Dewitz est chevalier de l'Ordre de Saint-Jean. Façonné par le mouvement de renouveau poméranien, il est considéré comme « un chrétien sincèrement dévot et un soldat très capable ».

### Famille
Depuis le 31 mars 1834, il est marié avec Miranda von Dewitz (née le 30 juillet 1810 à Maldewin et morte le 22 juin 1873 à Niesky), la fille aînée du Rittmeister Karl Friedrich Ludwig von Dewitz auf Maldewin. Le couple a trois fils et cinq filles :
- August Karl Ludwig (1836–1887) marié en 1869 avec Alma Gruschwitz (née le 11 mai 1847)
- Karl Adolph Gotthard (1842–1887) marié en 1877 avec Antonie Marie von Quast (de) (née le 18 septembre 1847) de la branche de Beetz
- Ludwig Christian Adolph (1844-1845)
- Miranda Luise Friederike (née en 1838)
- Louise Hermine Anna (née en 1840) mariée avec Albert Rieth, pasteur à Eisenach
- Maria Auguste Miranda (née en 1846) mariée avec Reinhard von Flanß, pasteur à Marienwerder
- Elisabeth Auguste Rosalie (née en 1848)
- Ida Auguste Friederike (née en 1850) mariée avec Gottfried von Bülow.